# PCSX2
PCSX2 és un emulador gratuït i de codi obert PlayStation 2 per a Windows, Linux i MacOS que admet una àmplia gamma de jocs de videojocs PlayStation 2 amb un alt nivell de compatibilitat i funcionalitat. Tot i que PCSX2 pot reflectir de prop l'experiència original del joc en la PlayStation 2, PCSX2 ofereix una sèrie de millores respecte al joc en una PlayStation 2 tradicional, com la capacitat d'utilitzar resolucions personalitzades de fins a 4096x4096, anti-aliasing i filtre de textures.

## Informació
PCSX2, com el seu projecte predecessor PCSX (un emulador de PlayStation), es basa en una arquitectura de plug-ins específica de PSEmu Pro, que separa diverses funcions de l'emulador del nucli. Aquests són els gràfics, àudio, controls d'entrada, unitat de CD / DVD i ports USB. Els diferents connectors poden produir resultats diferents tant en compatibilitat com en rendiment. A més, PCSX2 requereix una còpia de la BIOS de PS2, que no està disponible en la seva pàgina per a descarregar, degut a qüestions legals relacionades amb els drets d'autor. Des del setembre de 2016, PCSX2 és parcialment compatible amb els jocs de PlayStation 1.
On més falla l'emulació de PS2 es quan emula el multiprocessador PS2 a l'arquitectura PC x86. Encara que cada processador es pot emular bé sol, sincronitzar-los amb precisió és difícil, però no impossible.

## Desenvolupament
El desenvolupament de PCSX2 va ser iniciat l'any 2001 per programadors que van per noms Linuzappz i Shadow, que eren programadors per a l'emulador PlayStation PCSX-Reloaded. Altres programadors més tard es van unir a l'equip, i eventualment van poder aconseguir alguns jocs de PS2 a la pantalla de càrrega. L'equip va començar a treballar en la difícil tasca d'emular la BIOS de PlayStation 2; ho van aconseguir córrer, tot i que era lent i distorsionat gràficament.

## Compatibilidat
S'ha informat que la versió de desenvolupament actual és compatible amb 95.73% de 2.597 jocs provats. La compatibilitat només significa que el joc no es bloquejarà, es bloquejarà o s'introduirà un bucle; encara hi pot haver errors, falten efectes de post processament, textures i ombres en molts jocs compatibles. Això és especialment en mode maquinari, però hi ha disponible el mode programari, que es més lent però no té errors.

## Novetats
PCSX2 és compatible amb els estats guardats (savestates) i la recompilació dinàmica (JIT). També hi ha suport per a la gravació del joc en HD complet amb el connector GSdx. Opcions com ara la capacitat d'augmentar / disminuir les velocitats del joc, utilitzar targetes de memòria il·limitades i utilitzar qualsevol controlador de joc del sistema compatible amb el sistema operatiu natiu també estan disponibles. Els codis de trucs s'admeten mitjançant l'ús de fitxers PNACH.
Recentment s'ha afegit una opció en l'emulador recomanat per a processadors de 2 o més nuclis, es tracta d'un sistema multifil a l'emulació VU1 i el GS, tot i que encara es troba en etapa de desenvolupament.

## Progressos
- Del 2007 al 2011, els desenvolupadors van treballar en Netplay i van millorar la velocitat. PCSX2 0.9.8 va ser llançat al maig de 2011 i va comptar amb una GUI revisada escrita amb wxWidgets que millorava la compatibilitat per a Linux i els sistemes operatius Windows més nous, l'addició d'un nou recompilador VU que va portar una millor compatibilitat, un editor de targetes de memòria, una revisió de l'SPU2 -X connector d'àudio, i moltes altres millores.[7]
- La versió 0.90 constava primerament d'una opció de VM (virtual memory), però va ser ràpidament treta a les poques hores amb una nova versió causa de les fallades. Aquesta opció donava més velocitat però els programadors van pensar que seria millor afegir-lo més tard.
- La versió 0.91, que va sortir el 3 de juliol de 2006, constava d'un increment important de velocitat després de reescriure el codi dels compiladors encarregat del EE (Emotion Engine) i VU. Aquesta versió va produir un gran increment de la velocitat (encara que pot perdre la compatibilitat amb altres jocs) permetent que jocs com Monster Hunter, Resident Evil 4 i Grandia 3 funcionen a una mitjana de 32, 12 i 18 fps respectivament (l'ordinador utilitzat va ser un AMD64 3200+ @ 2.2GHz (Socket 754 | Newcastle) i 1024MB RAM). Aquesta versió ja gaudeix de l'opció VM per obtenir millor rendiment.
- El juliol del 2006, els administradors i programadors de l'emulador van crear un concurs, Hot Shots Contest, en el qual es reptava als usuaris a qui va ser capaç de treure la imatge més impressionant amb l'emulador (cada usuari del fòrum podia participar amb dos imatges com a màxim). Tot i que la poca participació i la quantitat excessiva d'imatges de Final Fantasy X o X-2 el van fer veure com una anècdota.
- El 12 de juliol, els programadors mostren millores que apareixeran en la propera versió, la qual no inclou grans avanços però arregla errors que contenien les versions anteriors (com Disgaea, que no funcionava, Final Fantasy X-2, que tenia algun problema, i fins i tot Resident Evil 4 s'han tornat més estables). Com a millores inclou millores en la IPU (per Saqib), a la vuREC 0 i 1 (per Zerofrog) a més d'arranjament d'errors després de reescriure part del codi en la versió anterior per obtenir velocitat. En aquesta versió jocs com Wipeout Fusion funcionen.
- Després de mostrar diverses progressos, el plugin gràfic ZeroGS KOSMOS 0.95 escrit per Zerofrog, el qual aprofita el procés multi core dels nous processadors permetent aconseguir en jocs 3D, com Final Fantasy o Kingdom Hearts, els 60 fps en processadors molt potents. A més, es poden utilitzar filtres gràfics com bilinear Filtering i 4xAA.
- El 11 novembre de 2007 es va publicar la versió 0.9.4 de l'emulador.
- El 1 març de 2009 es va publicar la versió 0.9.6 de l'emulador.
- Actualment el codi del PCSX2 és obert i pot descarregar el codi font des de Google Code.
- Diàriament s'agreguen millores de velocitat i compatibilitat fent que molts jocs siguin plenament jugables a velocitat normal.
- El 3 agost de 2012 es va publicar la versió 1.0.0 de l'emulador.
- El 2 febrer de 2014 es va publicar la versió 1.2.0 de l'emulador. La seva principal novetat és el suport de widescreen (pantalla panoràmica) en una àmplia varietat de jocs.
- El 3 febrer de 2014 es va publicar la versió 1.2.1 de l'emulador.
- El 12 febrer de 2014 es va publicar la versió 1.2.2 de l'emulador, només per a usuaris del sistema operatiu GNU / Linux.
- El 8 gener de 2016 es va publicar la versió 1.4.0 de l'emulador per a plataformes Windows i Linux.

## Plug-ins
PCSX2 fa ús de plug-ins com a mitjà de modularització, també fa esforços de desenvolupament entre els components separats (subsistemes) del maquinari emulador de PlayStation 2. Per exemple, PCSX2 utilitza els connectors de vídeo per representar imatges a la pantalla i emular el maquinari gràfic de la PlayStation 2, mentre que els connectors de so emulen el maquinari de so de la PlayStation 2. Això permet als usuaris que tinguin una configuració del sistema que no produeixi bons resultats amb un complement per intentar provar-ne un altre per veure si tenen millors resultats.
Actualment, hi ha diversos complementaris que estan en fase de desenvolupament, amb un enfocament en el rendiment i les millores de compatibilitat. A continuació es mostra una llista de diversos connectors (plugins):
| Nom            | Subsistema   | Notes |
| -------------- | ------------ | --- |
| GSdx           | Vídeo        | El complement gràfic més ràpid i més precís. Requereix suport Direct3D o OpenGL i, opcionalment, utilitza una GPU. El connector GSdx és compatible amb els emuladors de PSX, però està limitat a la prestació de programari amb ells. |
| GSdx FX        | Vídeo        | Paquet shader de postprocessos per al connector GSdx. |
| ZZogl          | Vídeo        | Un connector de gràfics menys optimitzat que utilitza Open GL. Compatible amb Linux i Windows. |
| SPU2-X         | So           | El connector de so més precís. |
| SSSPSX Pad     | Entrada      | Un complement senzill d'entrada. |
| LilyPad        | Entrada      | Un connector d'entrada avançat que admet teclats, ratolins i controladors. |
| Nuvee          | Entrada      | An input plug-in that supports lightguns and USB mice. |
| XPad           | Entrada      | Un connector de control de Xbox 360 connector. |
| CDVD           | Optica       | Un complement simple de mitjans òptics que executa jocs des de discos òptics. |
| Linuz ISO CDVD | Optica       | Un complement que té la capacitat de comprimir imatges ISO. |
| Dev9           | Disc Dur     | Maneja la unitat de disc dur PS2 i l'emulació de l'ethernet. |
| MegaDev9       | Disc Dur     | Una versió més avançada de Dev9. Actualment, només emula parcialment el disc dur PS2. |
| Netplay        | Multijugador | Un complement que permet jugar determinats jocs multijugador a través d'Internet. |

### Millores Gráfiques (GSdx Plugin)
El complement GSdx ofereix una varietat de millores de qualitat d'imatge sobre el maquinari original de PlayStation 2, com ara:
- Opció per millorar la resolució nativa (en mode Hardware)
- Antialiasing: FXAA, MSAA
- Post-Processing Pixel Shaders
- Mipmapping (una funció que permet millorar algunes textures, en les últimes versions funciona amb el mode Hardware)
- Filtre bilinear
- Filtre anisotropic
- Filtre de textures
- Hacks de pantalla ampla (wide-screen)

## Requeriments de Hardware
Minims
- Windows/Linux OS.
- CPU: Qualsevol Intel o AMD que soporti la instrucció SSE2 o AVX.
- GPU: Qualsevol amb Pixel Shader model 2.0.
- 512MB RAM.

Recomanats
- Windows 10 (32bit o 64bit) amb la última versió de DirectX o OpenGL.
- CPU: Intel Core i3/5/7 o AMD FX-8350 o superior amb velocitats de rellotge superiors a 3.0Ghz.
- GPU: Qualsevol Nvidia o AMD actual amb el nous controladors (drivers).
- RAM: 1GB per Linux/Windows antics i 2GB o més per a Windows actuals.

Els requisits del hardware són en gran manera dependents del joc. Degut a la exigent de l'emulació, PCSX2 és molt més probable que funcioni bé amb el modern equip de gamma mitjana o de gamma alta, amb sistemes de gamma baixa que probablement experimentin menys del rendiment total. En la majoria dels casos és la CPU la que té més importància en lloc de la GPU. Això és especialment el cas del mode software, en el qual només s'utilitza la CPU per a l'emulació. En el mode hardware, la GPU emula els gràfics, però encara pot haver-hi problemes si la resolució interna s'ha establert massa. Alguns jocs també poden funcionar més lentament a causa del codi gràfic no optimitzat o les targetes de vídeo febles. Com que el hardware de l'ordinador ha continuat avançant amb el temps, la probabilitat de problemes de rendiment amb PCSX2 ha experimentat una disminució corresponent durant el ultims anys.

## Recepció
- Matthew Humphries de Geek.com ho va descriure com "un treball impressionant".[8]
- Alex Garrett, de PC World, va criticar la dificultat de configurar PCSX2 però el va anomenar una "obra mestra". Tot i que també va criticar la complexitat.[9]
- David Hayward de Micro Mart ho va cridar "tècnicament sorprenent". Sriram Gurunathan d'In.com va descriure PCSX2 com "possiblement l'emulador més popular al voltant" i el va nomenar com un dels emuladors Top 5 del lloc.[10]
- Brandon Widder de Digitaltrends.com incloïa PCSX2 en el seu article Best Emulators. PCSX2 es pot instal·lar fàcilment en qualsevol versió de Windows mitjançant la seva documentació.[11]
- John Corpuz de la guia de Tom va esmentar el PCSX2 en el seu millor article de PlayStation Emulators per a PC, afirmant que "quan es tracta d'emular Playstation 2 estable i reproduïble, PCSX2 és pràcticament el millor joc de la ciutat en aquest moment".[12]
- Hi ha hagut conflictes amb DaemonPS2, el emulador de PS2 per a dispositius mòbils, perquè aquest últim va còpiar el codic sense respectar la llicència GNU de PCSX2.